# Juraj Chvátal
Juraj Chvátal (* 13. července 1996 Závod) je slovenský profesionální fotbalista, který hraje na pozici pravého obránce za český klub SK Sigma Olomouc. V roce 2022 odehrál také 2 utkání v dresu slovenské reprezentace.

## Klubová kariéra
Svoji fotbalovou kariéru začal v TJ Družstevník Závod, odkud ale po chvíli přestoupil do TJ Slavoj Moravský Svätý Ján. Později přestoupil do FK Senica. V září 2013 byl nominován na mistrovství světa do 17 let. V průběhu sezony 2013/14 absolvoval stáž v nizozemském Haagu. 21. února 2014 vyhrál anketu o nejlepšího sportovce města roku 2013 v kategorii dorostenci a kolektivní kategorii mladší dorostenci U-17.

### Senica
V průběhu jarní částí sezony 2013/14 se propracoval do A-mužstva. Ve slovenské nejvyšší soutěži debutoval v ligovém utkání 8. března 2014 proti FK Dukla Banská Bystrica (prohra Senice 1:3), odehrál celé střetnutí. V dubnu 2014 se podrobil operaci levého ramene, neboť porušené kloubní pouzdro jej limitovalo ve hře, a předčasně pro něj skončila sezona. 30. června 2014 podepsal s mužstvem nový kontrakt do konce sezony 2016/2017 s následnou dvouletou opcí.
V průběhu podzimní části sezony 2014/15 se Chvátal stal stabilním členem základní sestavy Senice, nastoupil do 17 prvoligových utkání. Dne 9. listopadu 2014 v 17. kole nejvyšší soutěže porazil se svým mužstvem po více než čtyřech letech v lize Slovan Bratislava. O dva dny později podstoupil operaci pravého vykloubeného ramene. V únoru 2015 vyhrál anketu o nejlepšího sportovce města roku 2014 v kategorii dorostenci.

### Sparta Praha
V únoru 2015 odešel Chvátal na roční hostování s opcí do Sparty Praha. V české nejvyšší soutěži debutoval pod trenérem Vítězslavem Lavičkou 4. dubna 2015, kdy nastoupil do závěru utkání proti Hradci Králové. Ve zbytku sezony nenastoupil do dalšího utkání.
V létě 2015 se stal kmenovým hráčem Sparty Praha, která ho obratem poslala na rok hostovat do moravského týmu 1. FC Slovácko. Svůj debut si odbyl 1. srpna, kdy odehrál celé utkání druhého kola proti Teplicím. V dresu Slovácka pravidelně nastupoval, odehrál 19 soutěžních utkání.
Po konci sezóny 2015/16 bylo jeho hostování ve Slovácku prodlouženo o další rok. Kvůli vracejícím se problémům s ramenem nastoupil Chvátal v sezoně 2016/17 jen do 8 soutěžních utkání a v létě 2017 se vrátil do Sparty.
Na další hostování putoval Chvátal v červenci 2017, tentokrát do slovenského klubu MŠK Žilina, kde měl nahradit kamerunského legionáře Ernesta Mabouku. 12. července si odbyl svůj debut v pohárové Evropě, když nastoupil do závěru utkání druhého předkola Ligy mistrů proti FC Kodaň. V dresu Žiliny Chvátal pravidelně nastupoval, postoupil s klubem až do semifinále slovenského poháru. Dohromady v sezoně odehrál 28 soutěžních utkání a vstřelil 2 branky.

### Sigma Olomouc
V létě 2018 přestoupil ze Sparty Praha do Sigmy Olomouc. Smlouvu podepsal na čtyři roky do roku 2022. V olomouckém dresu debutoval 26. srpna při prohře 0:3 s Jabloncem. V průběhu sezony nastupoval Chvátal pouze sporadicky, nedokázal se prosadit do základní sestavy přes Martina Sladkého a odehrál jen 10 utkání.
V červenci 2019 odešel na hostování do slovenského druholigového klubu FK Železiarne Podbrezová. Na Slovensku nastupoval pravidelně, v sezoně 2019/20 odehrál 20 utkání a pomohl Podbrezové ke konečné čtvrté příčce. Jeho hostování v Podbrezové bylo v létě 2020 prodlouženo o další rok. Dohromady ve slovenském klubu odehrál během dvou let 43 utkání.
Před sezonou 2021/22 se Chvátal vrátil zpátky do Olomouce. Poprvé po dvou letech nastoupil do české nejvyšší soutěže dne 31. července 2021 a v utkání proti Pardubicím třemi asistencemi zajistil Sigmě výhru 3:2. Díky svým výkonům si řekl o místo v základní sestavě trenéra Václava Jílka, v průběhu sezony nastoupil do 27 soutěžních utkání a připsal si 7 asistencí. V létě 2022 dostal také premiérovou pozvánku do slovenské reprezentace.
Dne 30. července 2022 vstřelil Chvátal svou první branku v dresu Sigmy, a to při výhře 3:0 nad Baníkem Ostrava. V průběhu podzimní části sezony patřil ke stabilním členům základní sestavy a nastoupil do všech ligových utkání. Úvod jarní části vynechal kvůli vracejícímu se poranění ramena a v únoru 2023 podstoupil už čtvrtou operaci. Na hřiště se vrátil až 1. dubna, kdy nastoupil do zápasu proti pražské Slavii. V květnu 2023 prodloužil svou smlouvu se Sigmou až do léta 2026. Dohromady nastoupil v sezoně 2022/23 do 28 utkání, vstřelil 3 branky a přidal 4 asistence.
O své místo v základní sestavě Olomouce nepřišel Chvátal ani v sezoně 2023/24. V ročníku patřil mezi klíčové hráče týmu, nastoupil do 29 utkání a připsal si na své konto 3 branky a 5 asistencí.

## Reprezentační kariéra
Chvátal odehrál mezi lety 2013 a 2018 také 18 utkání v dresu slovenských mládežnických reprezentací, v nichž vstřelil 1 branku.
Reprezentoval Slovensko na mistrovství světa ve fotbale hráčů do 17 let 2013 ve Spojených arabských emirátech, kde jeho tým postoupil do osmifinále, v němž podlehl Uruguayi 2:4.
V červnu 2022 byl Chvátal poprvé povolán do slovenské reprezentace na utkání Ligy národů. Svůj reprezentační debut si odbyl 6. června, kdy odehrál celé utkání proti Kazachstánu. Proti stejnému soupeři nastoupil i o týden později při prohře 1:2.